# 山王トンネル (国道121号)
山王トンネル（さんのうトンネル）は、栃木県日光市から福島県南会津郡南会津町に跨る道路トンネルである。山王峠を貫く国道121号（山王バイパス）のトンネルである。

## 概要
- 全長：465.0m
- 全幅：6.5（9.0）m
- 有効高：4.5m
- 工法：上部半断面先進工法
- 竣功 : 1980年（昭和55年）3月
- 施工 : 南会津東部建設共同企業体

県境を隔てる山王峠を貫く。旧来の国道が狭隘で急カーブ、急勾配が続く明治時代に開削された路線であったため、国道改良事業として山王バイパスが整備されるのに伴い建設された。国道121号との重用路線である国道352号、国道400号も本トンネルを通過している。県境は本トンネル南側坑口に表示されている。

## その他
国道121号に並行する野岩鉄道会津鬼怒川線も、同名のトンネルにて県境を通過するが、山王峠から3.4kmほど西に離れた地点を経由し、山王川ではなく荒海川の流域に至る。